# Coppa europea di calcio CONIFA 2017
La Coppa europea di calcio CONIFA 2017 è la 2ª edizione dell'omonimo torneo organizzato dalla CONIFA.
La fase finale si è disputata nel giugno 2017 in Cipro del Nord, e ha visto la vittoria finale della Padania.

Cipro del Nord in rosso

## Squadre qualificate
| Squadra          | Partecipazioni precedenti | Ultima presenza       |
| ---------------- | ------------------------- | --------------------- |
| Abcasia          | nessuna                   | esordiente            |
| Alta Ungheria    | 1 (2015)                  | Terra dei Siculi 2015 |
| Cipro del Nord   | nessuna                   | esordiente            |
| Ellan Vannin     | 1 (2015)                  | Terra dei Siculi 2015 |
| Ossezia del Sud  | nessuna                   | esordiente            |
| Padania          | 1 (2015)                  | Terra dei Siculi 2015 |
| Terra dei Siculi | 1 (2015)                  | Terra dei Siculi 2015 |
| Transcarpazia    | nessuna                   | esordiente            |

## Città e stadi
| Nicosia Nord            | Kyrenia                 | Famagosta               | Morfou                  |
| ----------------------- | ----------------------- | ----------------------- | ----------------------- |
| Stadio Atatürk          | Stadio Mete Adanir      | Stadio Dr. Fazil Küçük  | Stadio Zafer Stadi      |
|                         |                         |                         |                         |
| 35.213611°N 33.337778°E | 35.346948°N 33.261141°E | 35.119433°N 33.951738°E | 35.206124°N 32.991888°E |
| Capacità: 28.000        | Capacità: 1.500         | Capacità: 7.000         | Capacità: 7.000         |

## Fase a gironi

### Gruppo A
| Pos | Squadra         | G | V | N | P | GF | GS | DG  | Pt | Risultato                               |
| --- | --------------- | - | - | - | - | -- | -- | --- | -- | --------------------------------------- |
| 1   | Cipro del Nord  | 3 | 2 | 1 | 0 | 9  | 0  | +9  | 7  | Qualificate alla fase successiva        |
| 2   | Abcasia         | 3 | 1 | 2 | 0 | 4  | 3  | +1  | 5  | Qualificate alla fase successiva        |
| 3   | Transcarpazia   | 3 | 1 | 1 | 1 | 6  | 4  | +2  | 4  | Qualificata alla finale per il 5º posto |
| 4   | Ossezia del Sud | 3 | 0 | 0 | 3 | 2  | 14 | −12 | 0  | Qualificata alla finale per il 7º posto |

| Arbitro: | Dymtro Zhukov |

|                      |           |  |
| Mustafa Yasinses 89’ | Marcatori |  |

| Arbitro: | Dayi Fehim |

|                                        |           |                  |
| Dmitri Kortava 1’ Ruslan Shoniya 90+1’ | Marcatori | 61’ Alan Kadjaev |

| Arbitro: | Murphy David |

|  |           | |
|  | Marcatori | 13’ Mustafa Yasinses 15’, 20’, 58’ Ertaç Taskiran 57’, 68’ Ibrahim Çidamli 62’ (p) Halil Turan 88’ Ugur Gök |

| Arbitro: | Mehmet Sezener |

|                                 |           |                                       |
| Szabó Roland 33’ Ohar Roman 77’ | Marcatori | 20’, 50’ Anatoli Sergeyevich Semyonov |

| Arbitro: | Timur Bodi |

|                    |           |                                                                       |
| Solsan Kochiev 85’ | Marcatori | 20’ Krisztián Mile 33’ Zoltán Baksa 45+1’ Ferenc Barta 62’ Kész Tibor |

| Morphou 7 giugno 2017, ore 20:00 | Abcasia      | 0 – 0 referto | Cipro del Nord | Stadio Zafer Stadi\| Arbitro: \| Murphy David \| |
| Arbitro:                         | Murphy David |               |                |                                                  |

### Gruppo B
| Pos | Squadra          | G | V | N | P | GF | GS | DG | Pt | Risultato                               |
| --- | ---------------- | - | - | - | - | -- | -- | -- | -- | --------------------------------------- |
| 1   | Padania          | 3 | 2 | 1 | 0 | 4  | 1  | +3 | 7  | Qualificate alla fase successiva        |
| 2   | Terra dei Siculi | 3 | 1 | 1 | 1 | 5  | 4  | +1 | 4  | Qualificate alla fase successiva        |
| 3   | Ellan Vannin     | 3 | 1 | 0 | 2 | 3  | 5  | −2 | 3  | Qualificata alla finale per il 5º posto |
| 4   | Alta Ungheria    | 3 | 1 | 0 | 2 | 1  | 3  | −2 | 3  | Qualificata alla finale per il 7º posto |

| Arbitro: | Malek Mehmet |

|                 |           |  |
| Andrea Rota 70’ | Marcatori |  |

| Arbitro: | Murphy David |

|                    |           |  |
| Richard Križan 55’ | Marcatori |  |

| Arbitro: | Dymtro Zhukov |

|                  |           |                |
| László Szocs 81’ | Marcatori | 8’ Andrea Rota |

| Arbitro: | Gök Hakan |

|                    |           |  |
| Chris Bass, Jr 52’ | Marcatori |  |

| Arbitro: | Dayi Fehim |

|                          |           |                                    |
| Ciaran McNultey 79’, 86’ | Marcatori | 13’, 36’, 69’ (p), 75’ Barna Bajkó |

| Arbitro: | Dymtro Zhukov |

|                                    |           |  |
| Andrea Rota 62’ William Rosset 90’ | Marcatori |  |

## Fase a eliminazione diretta
|  | Semifinali       | Semifinali       | Semifinali     |                |               | Finale           | Finale           | Finale          |  |
|  |                  |                  |                |                |               |                  |                  |                 |  |
|  | Padania (dtr)    | Padania (dtr)    | 0 (6)          |                |               |                  |                  |                 |  |
|  | Padania (dtr)    | Padania (dtr)    | 0 (6)          |                |               |                  |                  |                 |  |
|  | Abcasia          | Abcasia          | 0 (5)          |                |               |                  |                  |                 |  |
|  | Abcasia          | Abcasia          | 0 (5)          |                | Padania (dtr) | Padania (dtr)    | 1 (3)            |                 |  |
|  |                  |                  |                |                | Padania (dtr) | Padania (dtr)    | 1 (3)            |                 |  |
|  |                  |                  | Cipro del Nord | Cipro del Nord | 1 (2)         |                  |                  |                 |  |
|  | Cipro del Nord   | Cipro del Nord   | Cipro del Nord | Cipro del Nord | 1 (2)         | 2                |                  |                 |  |
|  | Cipro del Nord   | Cipro del Nord   |                |                |               | 2                |                  |                 |  |
|  | Terra dei Siculi | Terra dei Siculi | 1              |                |               | Finale 3º posto  | Finale 3º posto  | Finale 3º posto |  |
|  | Terra dei Siculi | Terra dei Siculi | 1              |                |               |                  |                  |                 |  |
|  |                  |                  |                |                |               |                  |                  |                 |  |
|  |                  |                  |                |                |               | Abcasia          | Abcasia          | 1               |  |
|  |                  |                  |                |                |               | Abcasia          | Abcasia          | 1               |  |
|  |                  |                  |                |                |               | Terra dei Siculi | Terra dei Siculi | 3               |  |

### Semifinali
| Arbitro: | Dymtro Zhukov |

|                                 |           |                  |
| Serhan Onet 16’ Halil Turan 83’ | Marcatori | 49’ Petru Silion |

| Arbitro: | Malek Mehmet |

|  |                      |  |
|  | Tiri di rigore 6 – 5 |  |

#### Finale 3º posto
| Arbitro: | Malek Mehmet |

|                                                   |           |                    |
| Attila Csürös 9’ László Szocs 24’ Barna Bajkó 36’ | Marcatori | 3’ Dimitri Kortava |

#### Finale
| Arbitro: | Dymtro Zhukov |

|                                                                              |                      |                                                     |
| Ersid Pllumbaj 23’                                                           | Marcatori            | 52’ Halil Turan                                     |
| Gabriele Piantoni Marco Garavelli Fabricio Porcel De Peralta Nicola Mazzotti | Tiri di rigore 4 – 2 | Halil Turan Firat Ersalan Ugur Naci Gök Çagri Kiral |

### Torneo di consolazione
|  | Finale 5º posto     |                     |       |  |
|  |                     |                     |       |  |
|  | Transcarpazia (dtr) | Transcarpazia (dtr) | 3 (5) |  |
|  | Ellan Vannin        | Ellan Vannin        | 3 (4) |  |
|  |                     |                     |       |  |
|  | Finale 7º posto     |                     |       |  |
|  |                     |                     |       |  |
|  | Ossezia del Sud     | Ossezia del Sud     | 0     |  |
|  | Alta Ungheria       | Alta Ungheria       | 2     |  |

#### Finale 5º-6º posto
| Arbitro: | Dayi Fehim |

|                                                       |                      |                                                 |
| Marc Kelly 2’ (aut.) Fodor Norbert 30’ Kész Tibor 61’ | Marcatori            | 23’ Liam Cowin 61’ Chris Cannell 83’ Sean Doyle |
|                                                       | Tiri di rigore 4 – 5 |                                                 |

#### Finale 7º-8º posto
| Arbitro: | Murphy David |

|  |           |                       |
|  | Marcatori | 5’, 42’ Attila Molnár |

## Classifica finale
| Pos | Gr | Squadra          | G | V | N | P | GF | GS | DG  |
| --- | -- | ---------------- | - | - | - | - | -- | -- | --- |
| 1   | B  | Padania          | 5 | 2 | 3 | 0 | 5  | 2  | +3  |
| 2   | A  | Cipro del Nord   | 5 | 3 | 2 | 0 | 12 | 2  | +10 |
| 3   | B  | Terra dei Siculi | 5 | 2 | 1 | 2 | 9  | 7  | +2  |
| 4   | A  | Abcasia          | 5 | 1 | 3 | 1 | 5  | 6  | −1  |
|     |    |                  |   |   |   |   |    |    |     |
| 5   | A  | Transcarpazia    | 4 | 1 | 2 | 1 | 9  | 7  | +2  |
| 6   | B  | Ellan Vannin     | 4 | 1 | 1 | 2 | 6  | 8  | −2  |
|     |    |                  |   |   |   |   |    |    |     |
| 7   | B  | Alta Ungheria    | 4 | 2 | 0 | 2 | 3  | 3  | 0   |
| 8   | A  | Ossezia del Sud  | 4 | 0 | 0 | 4 | 2  | 16 | −14 |

## Statistiche

### Classifica marcatori
5 reti
- Barna Bajkó

3 reti
- Ertaç Taskiran
- Halil Turan
- Andrea Rota

2 reti
- Dmitri Kortava
- Anatoli Semenov
- Ciaran McNultey
- Attila Molnár
- Tibor Kész
- László Szocs
- Ibrahim Çidamli
- Mustafa Yasinses

1 autorete
- Marc Kelly

1 rete
- Ruslan Shoniya
- Chriss Bass, Jr
- Liam Cowin
- Chris Cannell
- Sean Doyle
- Richard Križan
- Ferenc Barta
- Krisztián Mile
- Roland Szabó
- Ohar Roman
- Zoltán Baksa
- Norbert Fodor
- Ugur Gök
- Serhan Önet
- Ersid Plumbaj
- William Rosset
- Alan Kadjaev
- Solsan Kochiev
- Attila Csürös
- Petru Silion